# 시그바르드 베르나도테
시그바르드 베르나도테(Sigvard Bernadotte, 1907년 6월 7일 ~ 2002년 2월 4일)는 스웨덴의 왕족이자 산업 디자이너이다.
그는 미래의 국왕인 구스타프 6세 아돌프와 그의 첫 번째 부인인 코넛 공녀 마거릿의 둘째 아들로, 코넛 공작 아서 왕자의 장녀이자 영국 빅토리아 여왕의 손녀였다. 그는 태어날 때부터 스웨덴의 왕자였지만, 1934년 당시 효력을 발휘하고 있던 "사적인 남자의 딸"과 왕자 사이의 결혼을 금지하는 조항을 위반한 불평등한 신분의 여성과 결혼하면서 왕위 계승 순위에서 제외되었다. 1809년 정부 수립법과 1810년 왕위 계승법에 모두 포함되어 있었고, 게다가 의회에서 왕이 결정한 대로 왕자 칭호와 공작 칭호를 상실했다. 왕의 뜻에 따라, 그는 스웨덴에서 오직 시그바르드 베르나도트라고 불리게 되었다. 1951년 그는 룩셈부르크 귀족 칭호를 받았고, 그 해석은 1983년에 그의 칭호가 시그바르드 베르나도테 왕자라고 공식적으로 선언한 후 평생 동안 왕실과 논쟁의 지점으로 남아 있었다.
베르나도테는 스웨덴 국왕 칼 16세 구스타프의 친삼촌이자 덴마크 여왕 마르그레테 2세의 외삼촌이었다.